# Új-guineai kígyónyakúteknős
Az új-guineai kígyónyakúteknős (Chelodina novaeguineae) a hüllők (Reptilia) osztályának teknősök (Testudines) rendjéhez, ezen belül a kígyónyakúteknős-félék (Chelidae) családjához tartozó faj.

## Előfordulása
Indonézia, Pápua Új-Guinea és Ausztrália területén honos.